# Lipiny u Radošovic
Lipiny u Radošovic (Duits: Lipina bei Radoschowitz) is een Tsjechische plaats in de gemeente Radošovice, regio Midden-Bohemen, en maakt deel uit van het district Benešov. Het dorp ligt op 1,5 kilometer afstand van Radošovice.
Lipiny u Radošovic telt 11 inwoners (2021).

## Geografie
De Chotýšanka, een zijrivier van de Blanice (Duits: Planitz), loopt in de buurt van het dorp.

## Geschiedenis
De eerste schriftelijke vermelding van het dorp dateert van 1795.
Sinds 1960 is Lipiny u Radošovic volledig ondergebracht bij het district Benešov.

## Verkeer en vervoer

### Autowegen
Er leidt een regionale weg naar het dorp.

### Spoorlijnen
Er is geen station in Lipiny u Radošovic. Het dichtstbijzijnde station is in Vlašim, op zo'n 8,5 kilometer afstand. Dat station ligt aan de spoorlijn van Benešov naar Vlašim.

### Buslijnen
Er is geen bushalte in het dorp. De dichtstbijzijnde bushaltes zijn in Ctiboř en Slověnice, beide op zo'n twee kilometer afstand:
| Halte                | Lijn(en) | Traject(en)       | Vervoerder(s) |
| -------------------- | -------- | ----------------- | ------------- |
| Ctiboř, Ctiboř       | 790      | Vlašim - Divišov  | ČSAD Benešov  |
| Slověnice, Slověnice | 793      | Vlašim - Ostředek | CŠAD Benešov  |

## Bezienswaardigheden
- Dorpskapel

## Galerij

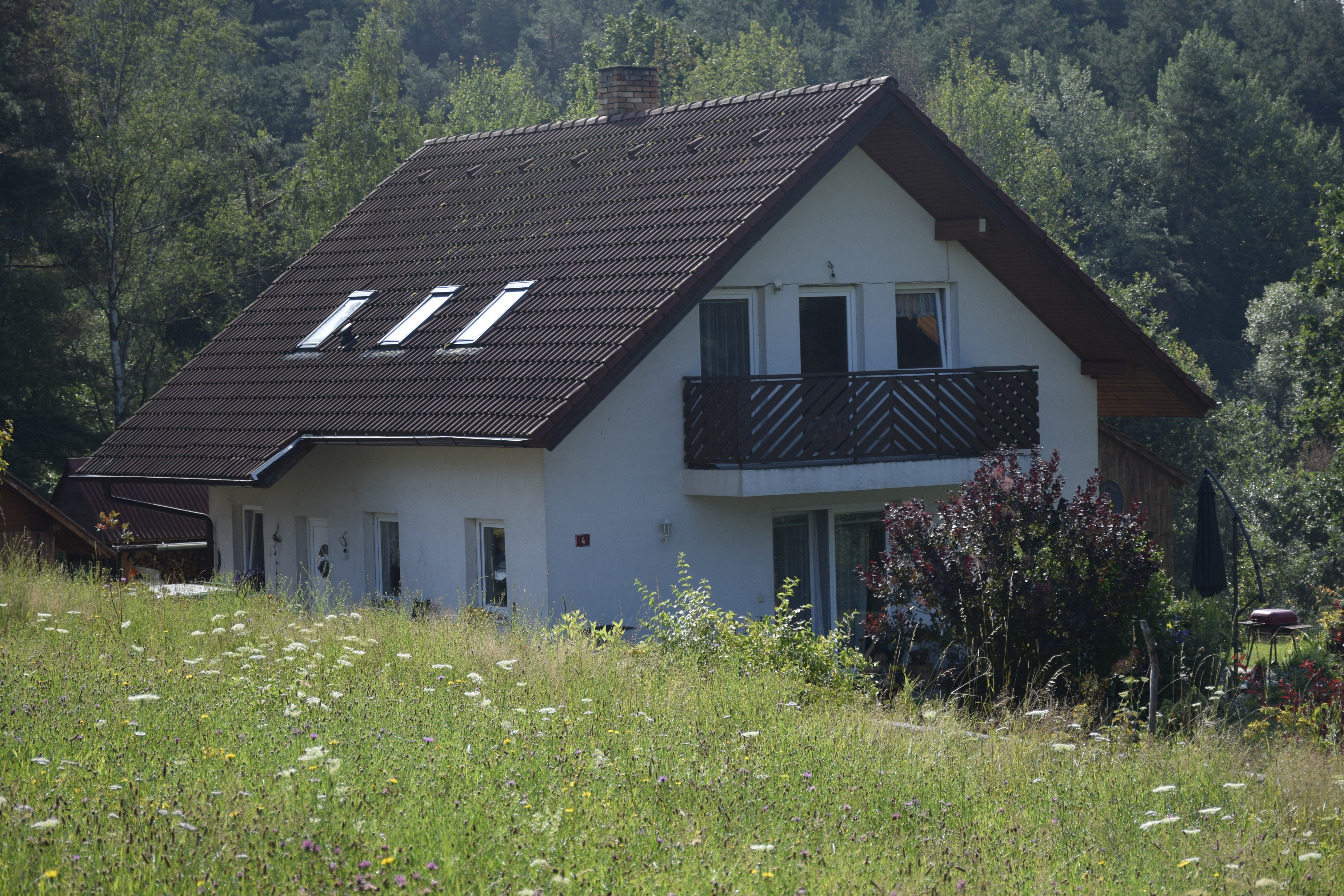
Huis in het dorp (2019)
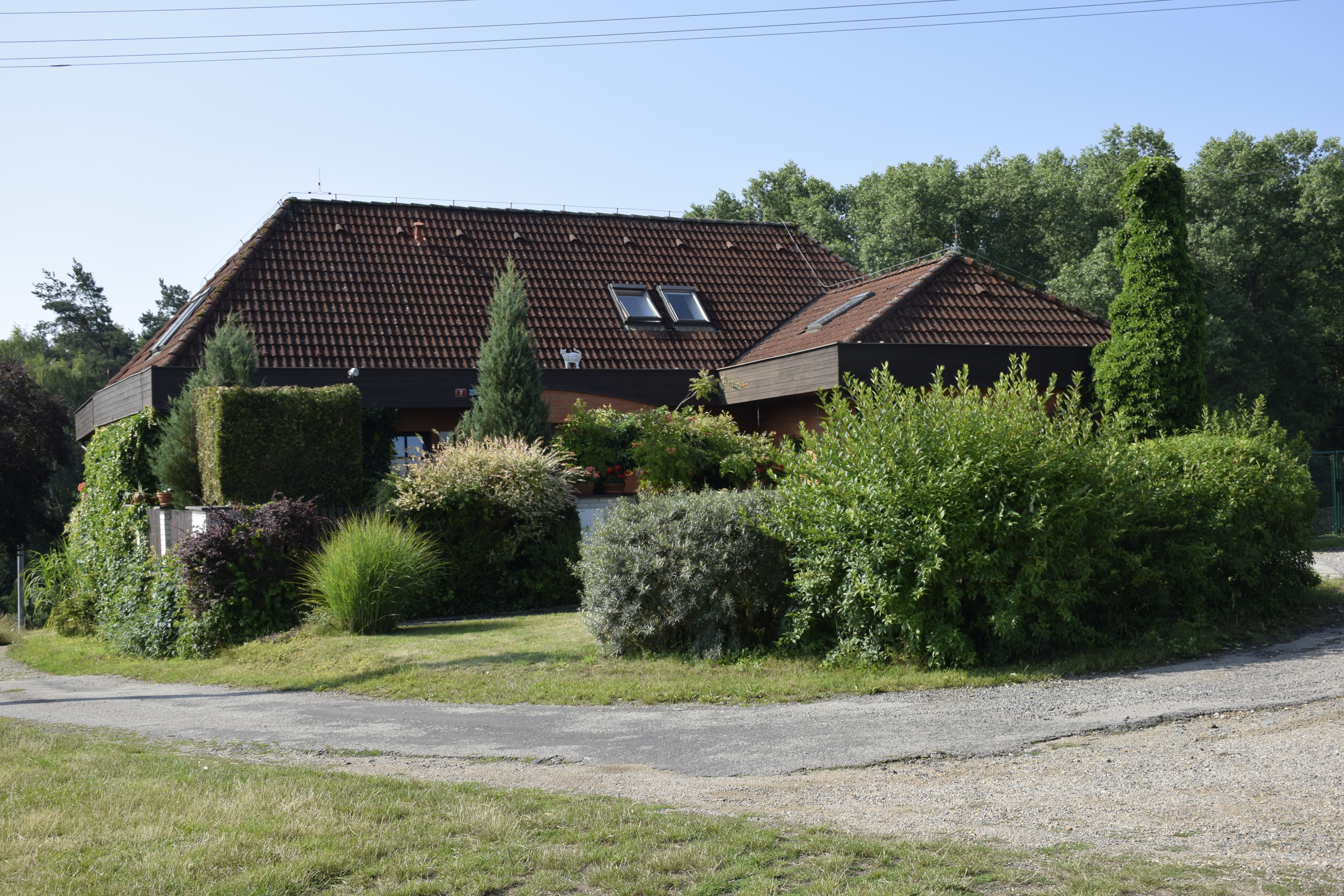
Groot huis in het dorp (2019)
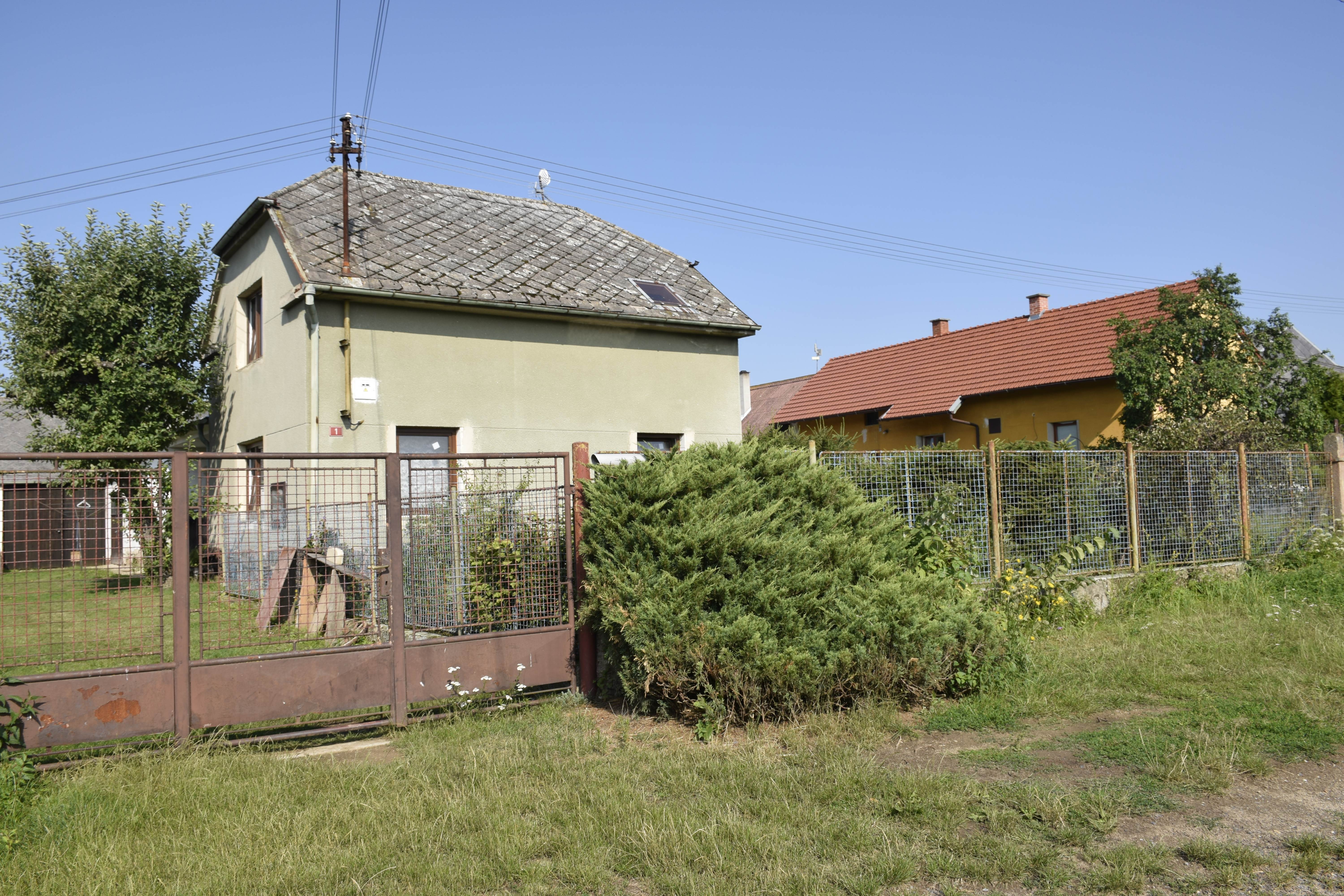
Oudere huizen in het dorp (2019)
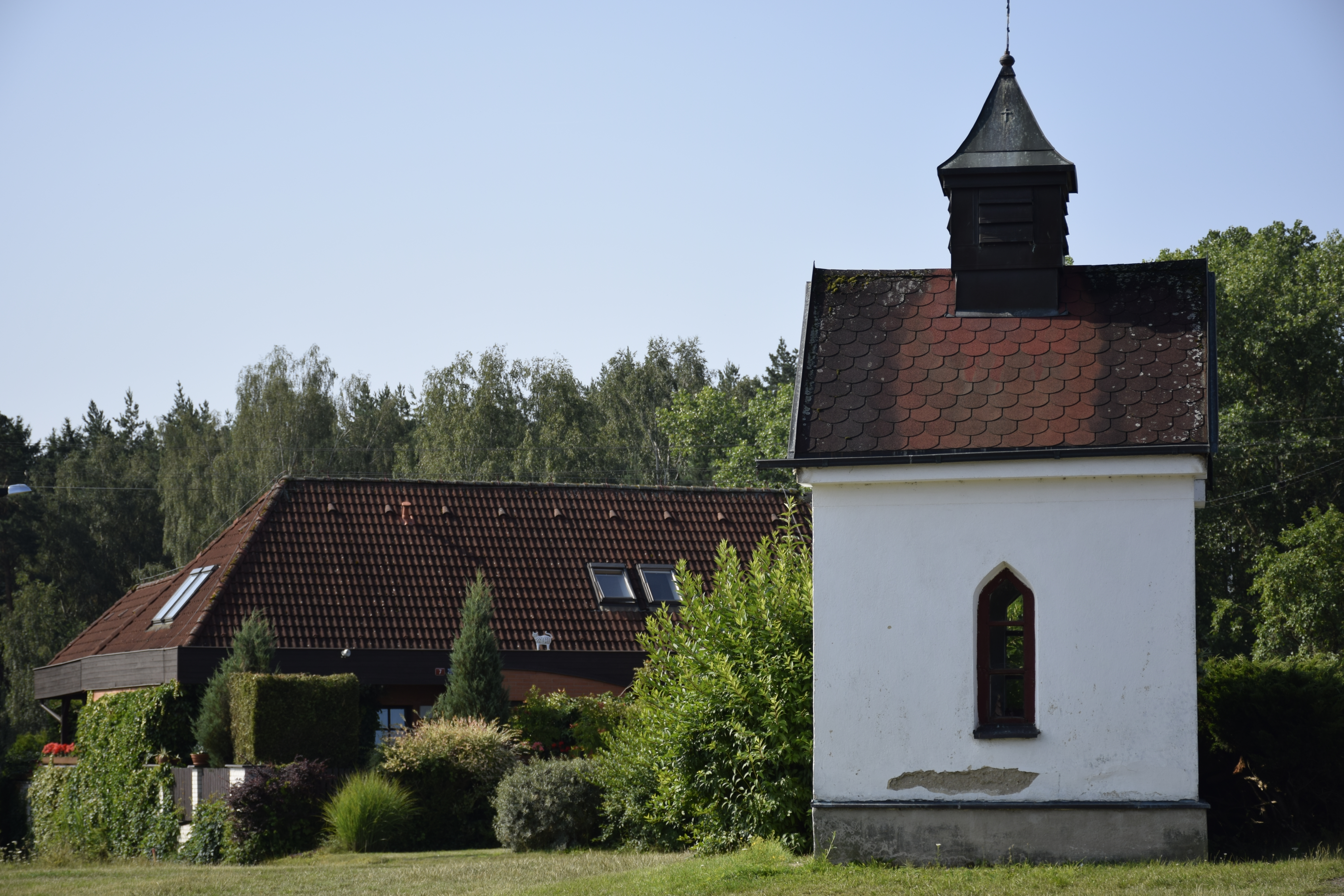
Dorpskapel (2019)